# 139e méridien est
En géographie, le 139e méridien est est le méridien joignant les points de la surface de la Terre dont la longitude est égale à 139° est.

## Géographie

### Dimensions
Comme tous les autres méridiens, la longueur du 139e méridien correspond à une demi-circonférence terrestre, soit 20 003,932 km. Au niveau de l'équateur, il est distant du méridien de Greenwich de 15 473 km,.
Avec le 41e méridien ouest, il forme un grand cercle passant par les pôles géographiques terrestres.

### Régions traversées
En commençant par le pôle Nord et descendant vers le sud au pôle Sud, Le 139e méridien est passe par:
| Coordonnées           | Pays, territoire ou mer | Notes |
| --------------------- | ----------------------- | --- |
| 90° 00′ N, 139° 00′ E | Océan Arctique          | |
| 76° 12′ N, 139° 00′ E | Russie                  | République de Sakha — Île Kotelny, Îles de Nouvelle-Sibérie |
| 74° 39′ N, 139° 00′ E | Mer de Laptev           | |
| 71° 35′ N, 139° 00′ E | Russie                  | République de Sakha Kraï de Khabarovsk — à partir de 61° 20′ N, 139° 00′ E |
| 57° 09′ N, 139° 00′ E | Mer d'Okhotsk           | |
| 54° 13′ N, 139° 00′ E | Russie                  | Kraï de Khabarovsk |
| 47° 21′ N, 139° 00′ E | Mer du Japon            | |
| 37° 54′ N, 139° 00′ E | Japon                   | Île de Honshū — Préfecture de Niigata (passe juste à l'ouest du centre-ville de Niigata) — Préfecture de Gunma — à partir de 36° 59′ N, 139° 00′ E (passe par le centre-ville de Takasaki) — Préfecture de Saitama — à partir de 36° 08′ N, 139° 00′ E — Préfecture de Tokyo — à partir de 35° 53′ N, 139° 00′ E — Préfecture de Yamanashi — à partir de 35° 45′ N, 139° 00′ E — Préfecture de Kanagawa — à partir de 35° 28′ N, 139° 00′ E — Préfecture de Shizuoka — à partir de 35° 24′ N, 139° 00′ E — Préfecture de Kanagawa — à partir de 35° 17′ N, 139° 00′ E — Préfecture de Shizuoka — à partir de 35° 11′ N, 139° 00′ E |
| 34° 43′ N, 139° 00′ E | Océan Pacifique         | Passe juste à l'ouest de l'île de Kōzushima, Préfecture de Tokyo, Japon (à 34° 11′ N, 139° 07′ E) |
| 1° 58′ S, 139° 00′ E  | Indonésie               | Îles de Nouvelle-Guinée, Yos Sudarso et Nouvelle-Guinée à nouveau |
| 8° 12′ S, 139° 00′ E  | Mer d'Arafura           | |
| 11° 42′ S, 139° 00′ E | Golfe de Carpentarie    | Passe juste àl'ouest de l'Île Mornington, Australie (à 16° 38′ N, 139° 09′ E) |
| 16° 53′ S, 139° 00′ E | Australie               | Queensland Australie-Méridionale — à partir de 26° 00′ N, 139° 00′ E |
| 35° 37′ S, 139° 00′ E | Océan indien            | Les autorités australiennes considèrent cette zone comme partie de l'Océan Austral, |
| 60° 00′ S, 139° 00′ E | Océan Austral           | |
| 66° 33′ S, 139° 00′ E | Antarctique             | Terre Adélie, Territoires revendiqués par la France |